# Labyrinthe de Beaugency
Le labyrinthe de Beaugency est un labyrinthe végétal situé à Beaugency dans le département du Loiret en région Centre-Val de Loire.
Le labyrinthe est réalisé dans un champ de maïs. Il s'agit d'une attraction touristique.

## Géographie
Le labyrinthe de Beaugency est situé sur le territoire de la commune de Beaugency, au Nord-Est du centre-ville, dans le département du Loiret en région Centre-Val de Loire, dans la région naturelle du Val de Loire.
L'attraction est située entre la rivière Mauve et la rive droite de la Loire, à proximité de l'itinéraire cyclotouristique de La Loire à vélo et du sentier de grande randonnée GR 3.

## Histoire
Le labyrinthe de Beaugency ouvre ses portes le 8 juillet 2004 sous l'impulsion de Jean-Claude Guilloteau.
En 2010, le labyrinthe de Beaugency obtient le trophée du tourisme du Loiret et est invité au salon mondial du tourisme à Paris.

### Liste des thèmes
- 2004 : année de création, spectacle vivant sans thème particulier
- 2005 : spectacle vivant sans thème particulier mais début de l'utilisation des énigmes
- 2006 : un loup est sur l'affiche mais ne constitue pas le thème central
- 2007 : le personnage de Merlin est sur l'affiche mais ne constitue pas le thème central
- 2008 : La cour des miracles avec comme thème principal Esméralda et Quasimodo
- 2009 : Capitaine Crochet
- 2010 : Mystères et sorcelleries
- 2011 : Alice au pays des Merveilles
- 2012 : Au Far West (1)
- 2013 : Les dix ans du Labyrinthe, comedia dell arte[2]
- 2014 : Batman[3]
- 2015 : La chasse aux trésors[4]
- 2016 : La Belle et la Bête
- 2017 : Le chaudron magique
- 2018 : Les visiteurs du temps
- 2019 : Au pays des contes
- 2022 : Peter Pan
- 2023 : Far West (2)
- 2024 : Fée Carabosse
- 2025 : A l'abordage

## Présentation
La superficie totale du labyrinthe est d'environ 6 hectares, ce qui regroupe à la fois la partie accueil (1,5 hectare), la partie restauration (5 000 m2) et le labyrinthe végétal de 4 hectares. 
Le terrain d'implantation du labyrinthe est constitué de maïs. Les variétés qui sont choisies sont précoces et feuillues. Le semis est réalisé au printemps, à raison de 100 000 à 170 000 grains par hectare, ce qui permet d'obtenir un mur végétal complémentaire au fil des ans. En général, dans le cas de la plantation de maïs, le sol ne peut assurer qu'un assolement biennal ou triennal, mais la particularité limoneuse des terres du labyrinthe fait qu'il est possible de planter du maïs chaque année. Le maïs est une plante qui a également besoin de beaucoup d'eau, et la présence de la Loire comme source d'eau à proximité lui permet d'atteindre une hauteur de 2 mètres début juillet.

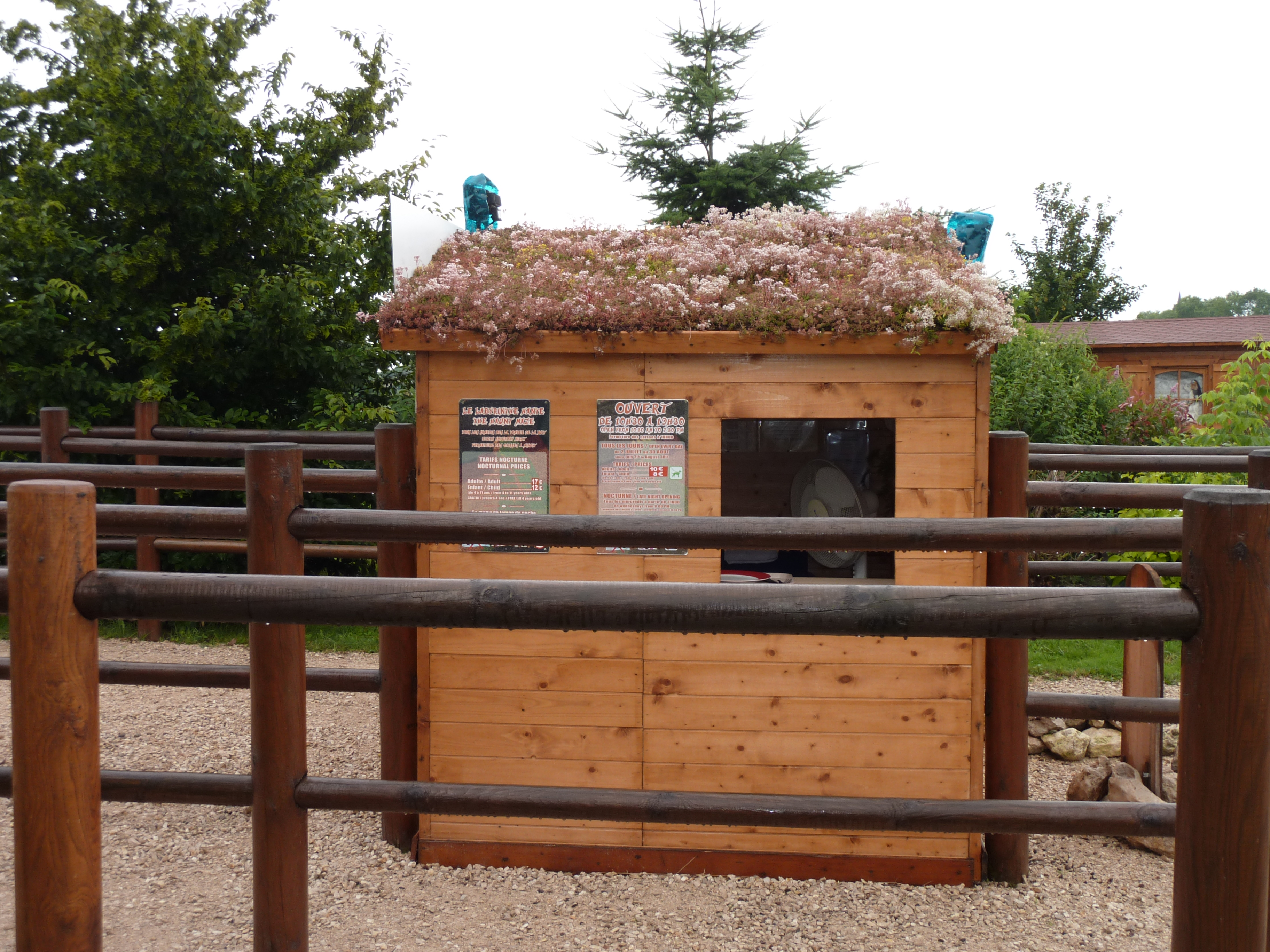
Billetterie du labyrinthe.

Le plan du labyrinthe est redessiné tous les ans, ce qui permet d'offrir un parcours différent chaque année. Une fois le plan prêt, il est défini sur un GPS, ce qui permet au géomètre de tracer le parcours au sol.
La longueur totale des allées est de 2 500 mètres au maximum. Toutefois les visiteurs peuvent passer jusqu'à 1 h 30 à trouver la sortie. La largeur des allées est quant à elle de 2,40 mètres. Le labyrinthe a la forme d'un trapèze, il est séparé par une allée centrale en un carré d'un côté et un triangle de l'autre, cette allée principale sert également d'allée de secours. Dans le labyrinthe, on peut trouver différentes issues de secours. Ceci permet aux visiteurs de ne pas avoir besoin de couper à travers les plantations pour retrouver la sortie s'ils se sont égarés.
Le labyrinthe de Beaugency est présenté comme étant à la fois ludique, culturel, et sportif. Des spectacles vivants y sont interprétés par des comédiens qui jouent des personnages en rapport avec le thème annuel, ceux-ci sont souvent inspirés d'histoires pour les enfants.
Depuis 2005, des énigmes pour les adultes et pour les enfants rythment le parcours dans le labyrinthe.

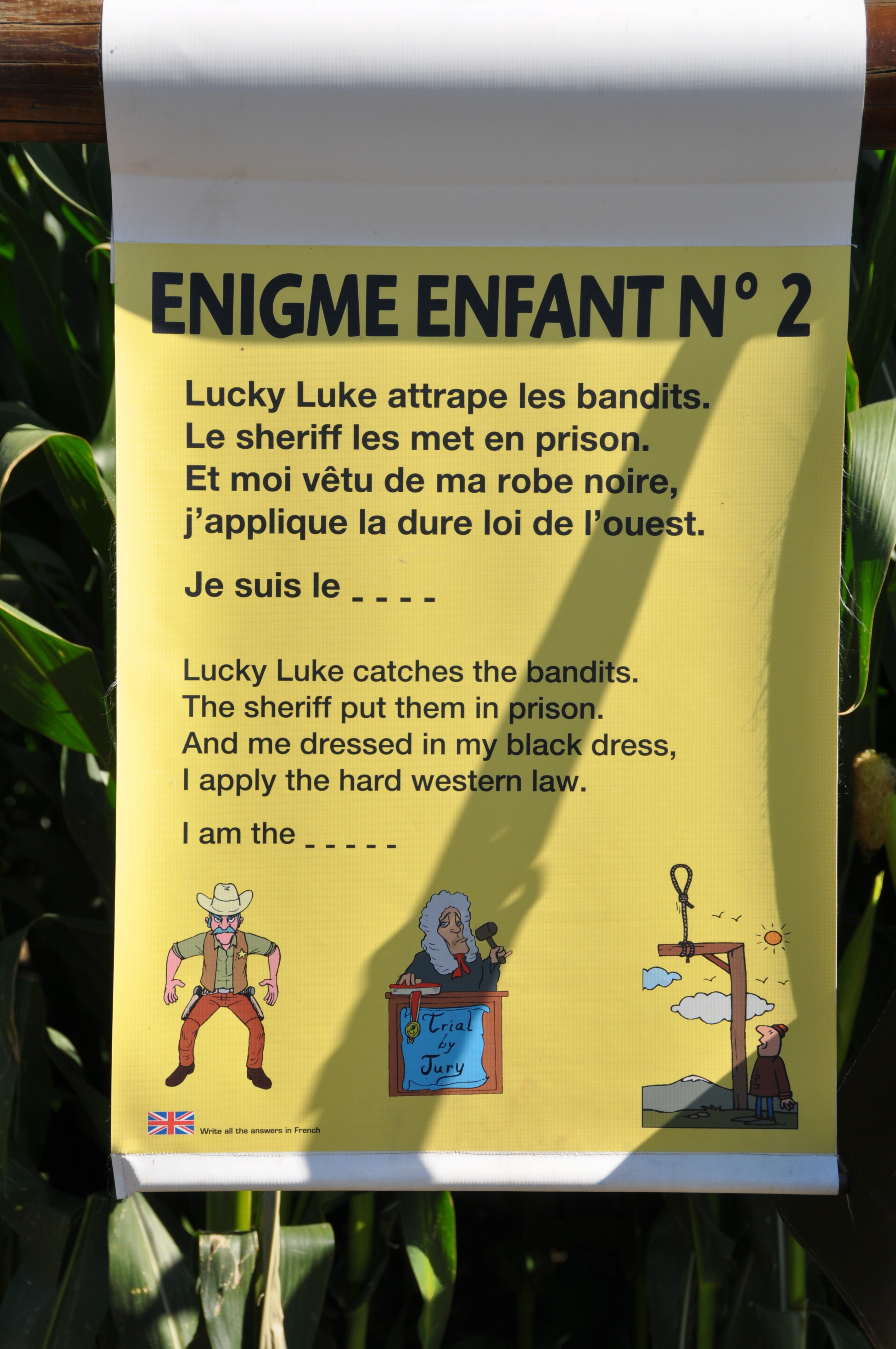
Exemple d'énigme présente au labyrinthe.

L'emblème du labyrinthe est la sorcière car elle a été le personnage le plus marquant de la saison 2004. Elle a donc été conservée par la suite comme symbole. Elle est représentée avec une tête d'oiseau à long nez et à mains crochues portant une cape orangée.
L'activité du labyrinthe hanté a été créé au cours de la première saison. Il ouvre ses portes le mercredi soir et le samedi soir, les visiteurs pénètrent alors dans le labyrinthe à la tombée de la nuit où ils s'éclairent à l'aide de torches.
En 2025, le Labyrinthe de Beaugency change de main, Dylan LAUZANNE et Florian ROY en prennent la gérance.

## Informations économiques
Le labyrinthe est entièrement financé et géré par la société Guilloteau Le financement repose donc complètement sur des ressources privées.

## Fréquentation
Le labyrinthe reçoit en moyenne 30 000 visiteurs/an. Ce nombre de visiteurs est variable en fonction de la météo de la saison estivale. Les visiteurs viennent en majorité de la région Centre-Val de Loire, mais il y a aussi des estivants français et étrangers qui profitent du lieu lors de leur vacances.